# Polo (República Dominicana)
Polo es un municipio de la República Dominicana, que está situado en la provincia de Barahona.

## Localización
El municipio está situado en el suroeste de República Dominicana, y es conocido por sus altas montañas verdes aptas para el cultivo de café fino. Se sitúa en la Sierra de Bahoruco, en un pequeño valle a aproximadamente 740 metros sobre el nivel del mar, rodeado de montañas de hasta 1680 metros de altitud.

## Límites
Municipios limítrofes:
|                           | Norte: Las Salinas y Cabral |                                  |
| Oeste: Mella y Pedernales |                             | Este: Cabral, Barahona y Paraíso |
|                           | Sur: Paraíso                |                                  |

## Distritos municipales
Está formado por el distrito municipal de:
| Nombre | Código   |
| ------ | -------- |
| Polo   | 06041001 |

## Clima
| Parámetros climáticos promedio de Polo [1961-1990] | Parámetros climáticos promedio de Polo [1961-1990] | Parámetros climáticos promedio de Polo [1961-1990] | Parámetros climáticos promedio de Polo [1961-1990] | Parámetros climáticos promedio de Polo [1961-1990] | Parámetros climáticos promedio de Polo [1961-1990] | Parámetros climáticos promedio de Polo [1961-1990] | Parámetros climáticos promedio de Polo [1961-1990] | Parámetros climáticos promedio de Polo [1961-1990] | Parámetros climáticos promedio de Polo [1961-1990] | Parámetros climáticos promedio de Polo [1961-1990] | Parámetros climáticos promedio de Polo [1961-1990] | Parámetros climáticos promedio de Polo [1961-1990] | Parámetros climáticos promedio de Polo [1961-1990] |
| Mes                                                | Ene.                                               | Feb.                                               | Mar.                                               | Abr.                                               | May.                                               | Jun.                                               | Jul.                                               | Ago.                                               | Sep.                                               | Oct.                                               | Nov.                                               | Dic.                                               | Anual                                              |
| -------------------------------------------------- | -------------------------------------------------- | -------------------------------------------------- | -------------------------------------------------- | -------------------------------------------------- | -------------------------------------------------- | -------------------------------------------------- | -------------------------------------------------- | -------------------------------------------------- | -------------------------------------------------- | -------------------------------------------------- | -------------------------------------------------- | -------------------------------------------------- | -------------------------------------------------- |
| Temp. máx. media (°C)                              | 25.8                                               | 26.1                                               | 26.5                                               | 27.1                                               | 27.0                                               | 26.9                                               | 27.4                                               | 27.8                                               | 28.1                                               | 27.6                                               | 27.3                                               | 26.3                                               | 27                                                 |
| Temp. media (°C)                                   | 23.2                                               | 23.1                                               | 23.6                                               | 24.6                                               | 25.6                                               | 26.3                                               | 26.9                                               | 26.8                                               | 26.7                                               | 26.2                                               | 24.9                                               | 23.6                                               | 25.1                                               |
| Temp. mín. media (°C)                              | 13.5                                               | 13.7                                               | 14.4                                               | 15.4                                               | 16.6                                               | 17.3                                               | 17.3                                               | 17.1                                               | 16.9                                               | 16.5                                               | 15.5                                               | 13.9                                               | 15.7                                               |
| Temp. mín. abs. (°C)                               | 0.5                                                | 6.0                                                |                                                    |                                                    |                                                    |                                                    | 10.0                                               |                                                    |                                                    |                                                    |                                                    |                                                    | 0.5                                                |
| Lluvias (mm)                                       | 65                                                 | 63                                                 | 68                                                 | 74                                                 | 195                                                | 265                                                | 181                                                | 260                                                | 266                                                | 233                                                | 133                                                | 75                                                 | 1878                                               |
| Fuente n.º 1: Oficina Nacional de Meteorología     |                                                    |                                                    |                                                    |                                                    |                                                    |                                                    |                                                    |                                                    |                                                    |                                                    |                                                    |                                                    |                                                    |
| Fuente n.º 2: ACQ Weather -->                      |                                                    |                                                    |                                                    |                                                    |                                                    |                                                    |                                                    |                                                    |                                                    |                                                    |                                                    |                                                    |                                                    |

## Colina gravitacional
La pequeña ciudad de Polo es también conocida por el "Polo Magnético", un sitio situado en el paraje de Las Auyamas, de la sección de San Miguel, debido al cual si un automóvil se detiene y es puesto en punto muerto, el coche se mueve de tal manera que parece estar subiendo por la colina. En realidad es una ilusión óptica conocida como Colina gravitacional.